# 內森·克萊斯
內森·克萊斯（英語：Nathan Karl Kress，1992年11月18日—）是美國的一位演員和導演，也曾經是一位模特。他最著名的作品是在電視劇愛卡莉中飾演Freddie Benson角色。2014年，他主演了自己的首部電影。